# Гидроксиапатит
Гидроксилапатит (гидроксиапатит) — минерал Ca5(PO4)3(OH) из группы апатита, гидроксильный аналог фторапатита и хлорапатита. Является основной минеральной составляющей костей (около 50 % от общей массы кости) и зубов (96 % в эмали). В медицине синтетический гидроксиапатит используется как наполнитель, замещающий части утерянной кости (в травматологии и ортопедии, хирургии кисти), и как покрытие имплантатов, способствующее нарастанию новой кости. В стоматологии гидроксиапатит применяется в зубных пастах для реминерализации и укрепления зубной эмали.
Беспозвоночные падальщики разрушают гидроксиапатит костей, чтобы добраться до питательных веществ — растворяют кислотами и сверлят, или только растворяют, как, например, многощетинковые черви рода Osedax
В 2012 году было выяснено, что из гидроксилапатита состоит и рабочая поверхность ногочелюстей крупного хищного ракообразного Odontodactylus scyllarus, обладающего самым стремительным ударом среди всех обитателей Земли.